# Kazuya Deguchi
Kazuya Deguchi (jap. 出口一也 Deguchi Kazuya; ur. 12 lipca 1966 w prefekturze Wakayama) – japoński zapaśnik w stylu klasycznym. Olimpijczyk z Seulu 1988, zajął szóste miejsce w kategorii 130 kg.
Dwukrotny uczestnik mistrzostw świata, dziewiąty w 1989. Czwarty w mistrzostwach Azji w 1988, 1989 i 1991. Czwarty w Pucharze Świata w 1989 i piąty w 1986 roku.